# DHB-Pokal 1983
Der DHB-Pokal 1983 war die neunte Austragung des Handballpokalwettbewerbs der Herren. Das Finale, das aus Hin- und Rückspiel bestand, fand am 11. und 18. Juni 1983 statt. Sieger wurde zum vierten Mal in der Vereinsgeschichte der VfL Gummersbach.

## Modus
Es traten 62 Mannschaften aus der Bundesliga (BL), der 2. Bundesliga (ZL), der Regionalliga (RL; = 3. Liga), der Oberliga (OL; = 4. Liga) und dem Landesverband (LV) unterhalb der Oberliga im K.-o.-System gegeneinander an. Es wurden zwei Hauptrunden ausgetragen. Danach erfolgte die weitere Ausspielung in Achtel-, Viertel und Halb-Finals sowie einem Finale, das aus Hin- und Rückspiel bestand.

## Teilnehmende Mannschaften
Es nahmen mit 13 Bundesligisten, die in der Saison 1982/83 die Plätze 1 bis 13 belegten, 23 Zweitligisten der Saison 1982/83, 17 Regionalligisten der Saison 1982/83, sechs Oberligisten der Saison 1982/83 und drei Landesligisten der Saison 1982/83 insgesamt 62 Mannschaften an dem Wettbewerb teil.
| Bundesliga 13 Vereine der Saison 1982/83 | 2. Bundesliga 23 Vereine der Saison 1982/83 | Regionalliga 17 Vereine der Saison 1982/83 | Oberliga 6 Vereine der Saison 1982/83                                                                              | Landesverband 3 Vereine der Saison 1982/83       |
| VfL Gummersbach THW Kiel TV Großwallstadt MTSV Schwabing Frisch Auf Göppingen Reinickendorfer Füchse TSV GW Dankersen TV 05/07 Hüttenberg TuS Hofweier VfL Günzburg TUSEM Essen TuS Nettelstedt SG Dietzenbach | TuSpo Nürnberg TuS Griesheim HC TuRa Bergkamen TBV Lemgo DSC Wanne-Eickel TSV Rot 05 HSG Wülfrath/Ratingen TSV Verden SG Weiche-Handewitt TSV Heiningen 1892 TSV Birkenau SG Leutershausen TSG Haßloch TSV Altenholz SV Bayer 04 Leverkusen OSC Dortmund TuS Schutterwald TuS Eintracht Wiesbaden TSV Jahn Gensungen TSB Flensburg SC Saarlouis-Lisdorf VfL Fredenbeck Berliner SV 92 | HSG Mülheim-Kärlich VfL Heppenheim TuS 04 Dansenberg TSV 1895 Oftersheim TSV Milbertshofen SG Wallau/Massenheim TV Grambke Bremen SG VTB/Altjührden VfL Eintracht Hagen TV Emsdetten TuS 04 Leverkusen SV Blau-Weiß Spandau HSG Hamburg VfL Hameln Schramberger TS TSV Dutenhofen TSV Tarp | TG 1848 Donzdorf SG Kirch-/Pohl-Göns Charlottenburger HC TSG Herdecke TV Germania Großsachsen SV Atlas Delmenhorst | TV Hardheim 1895 HSG Haltern-Sythen TGS Walldorf |

## 1. Hauptrunde
Die Gewinner der einzelnen Partien zogen in die zweite Runde ein. Der Oberligist SV Atlas Delmenhorst und der Zweitligist HSG Wülfrath/Ratingen erreichten durch ein Freilos automatisch die zweite Runde.
| Datum         | Heimmannschaft               |   | Gastmannschaft               | Ergebnis    |
| ------------- | ---------------------------- | - | ---------------------------- | ----------- |
| 2. Apr. 1983  | THW Kiel (BL)                | – | TuSpo Nürnberg (ZL)          | 20:14       |
| 2. Apr. 1983  | HSG Mülheim-Kärlich (RL)     | – | SC Saarlouis-Lisdorf (ZL)    | 24:21       |
| 2. Apr. 1983  | TG 1848 Donzdorf (OL)        | – | TuS Eintracht Wiesbaden (ZL) | 21:16       |
| 2. Apr. 1983  | TV Hardheim 1895 (LV)        | – | VfL Heppenheim (RL)          | 16:13       |
| 2. Apr. 1983  | SG Leutershausen (ZL)        | – | TUSEM Essen (BL)             | 16:17       |
| 2. Apr. 1983  | TSG Haßloch (ZL)             | – | MTSV Schwabing (BL)          | 11:24       |
| 2. Apr. 1983  | VfL Günzburg (BL)            | – | TuS Nettelstedt (BL)         | 27:20       |
| 2. Apr. 1983  | TuS 04 Dansenberg (RL)       | – | TSV Altenholz (ZL)           | 17:24       |
| 2. Apr. 1983  | SG Kirch-/Pohl-Göns (OL)     | – | SG Weiche-Handewitt (ZL)     | 16:14       |
| 2. Apr. 1983  | TuS Schutterwald (ZL)        | – | TSV GW Dankersen (BL)        | 20:19       |
| 2. Apr. 1983  | TSV 1895 Oftersheim (RL)     | – | VfL Fredenbeck (ZL)          | 22:23 n. V. |
| 2. Apr. 1983  | HSG Haltern-Sythen (LV)      | – | TSV Birkenau (ZL)            | 20:26       |
| 2. Apr. 1983  | TSV Milbertshofen (RL)       | – | SG Wallau/Massenheim (RL)    | 16:15       |
| 2. Apr. 1983  | TV Grambke Bremen (RL)       | – | SG VTB/Altjührden (RL)       | 28:26       |
| 1. Apr. 1983  | TuS Griesheim (ZL)           | – | TV Großwallstadt (BL)        | 16:23       |
| 2. Apr. 1983  | VfL Eintracht Hagen (RL)     | – | TSV Heiningen 1892 (ZL)      | 28:26 n. V. |
| 2. Apr. 1983  | TGS Walldorf (LV)            | – | TV Emsdetten (RL)            | 17:26       |
| 2. Apr. 1983  | TuS 04 Leverkusen (RL)       | – | TuS Hofweier (BL)            | 15:28       |
| 2. Apr. 1983  | SV Blau-Weiß Spandau (RL)    | – | TSV Verden (ZL)              | 24:26       |
| 2. Apr. 1983  | Charlottenburger HC (OL)     | – | Berliner SV 1892 (ZL)        | 20:22       |
| 2. Apr. 1983  | HSG Hamburg (RL)             | – | HC TuRa Bergkamen (ZL)       | 29:20       |
| 4. Apr. 1983  | TSV Jahn Gensungen (ZL)      | – | TSB Flensburg (ZL)           | 18:17       |
| 2. Apr. 1983  | TSG Herdecke (OL)            | – | VfL Hameln (RL)              | 16:24       |
| 4. Apr. 1983  | OSC Dortmund (ZL)            | – | TV 05/07 Hüttenberg (BL)     | 19:28       |
| 4. Apr. 1983  | TV Germania Großsachsen (OL) | – | SG Dietzenbach (BL)          | 18:12       |
| 13. Apr. 1983 | DSC Wanne-Eickel (ZL)        | – | Reinickendorfer Füchse (BL)  | 20:21 n. V. |
| 13. Apr. 1983 | Schramberger TS (RL)         | – | VfL Gummersbach (BL)         | 15:25       |
| 2. Apr. 1983  | TSV Dutenhofen (RL)          | – | TSV Rot 05 (ZL)              | 24:18       |
| 1. Apr. 1983  | TSV Tarp (RL)                | – | Frisch Auf Göppingen (BL)    | 19:27       |
| 2. Apr. 1983  | SV Bayer 04 Leverkusen (ZL)  | – | TBV Lemgo (ZL)               | 20:21       |
|               | SV Atlas Delmenhorst (OL)    | – | Freilos                      |             |
|               | HSG Wülfrath/Ratingen (ZL)   | – | Freilos                      |             |

## 2. Hauptrunde
Die Gewinner der einzelnen Partien zogen in das Achtelfinale ein.
| Datum         | Heimmannschaft               |   | Gastmannschaft              | Ergebnis    |
| ------------- | ---------------------------- | - | --------------------------- | ----------- |
| 23. Apr. 1983 | TUSEM Essen (BL)             | – | THW Kiel (BL)               | 21:14       |
| 23. Apr. 1983 | HSG Hamburg (RL)             | – | TuS Hofweier (BL)           | 23:26       |
| 23. Apr. 1983 | TuS Schutterwald (ZL)        | – | TV Großwallstadt (BL)       | 17:15       |
| 23. Apr. 1983 | TV Hardheim 1895 (LV)        | – | TV Grambke Bremen (RL)      | 18:22       |
| 23. Apr. 1983 | TV Germania Großsachsen (OL) | – | VfL Hameln (RL)             | 20:26       |
| 23. Apr. 1983 | TG 1848 Donzdorf (OL)        | – | TSV Dutenhofen (RL)         | 25:15       |
| 23. Apr. 1983 | TSV Altenholz (ZL)           | – | Reinickendorfer Füchse (BL) | 21:23       |
| 23. Apr. 1983 | TV Emsdetten (RL)            | – | TBV Lemgo (ZL)              | 22:21 n. V. |
| 23. Apr. 1983 | TSV Verden (ZL)              | – | Frisch Auf Göppingen (BL)   | 26:27 n. V. |
| 23. Apr. 1983 | SV Atlas Delmenhorst (OL)    | – | TSV Birkenau (ZL)           | 20:27       |
| 23. Apr. 1983 | TSV Milbertshofen (RL)       | – | HSG Wülfrath/Ratingen (ZL)  | 17:18       |
| 23. Apr. 1983 | SG Kirch-/Pohl-Göns (OL)     | – | VfL Günzburg (BL)           | 24:28       |
| 23. Apr. 1983 | VfL Eintracht Hagen (RL)     | – | TV 05/07 Hüttenberg (BL)    | 24:30       |
| 23. Apr. 1983 | HSG Mülheim-Kärlich (RL)     | – | TSV Jahn Gensungen (ZL)     | 21:22       |
| 23. Apr. 1983 | VfL Fredenbeck (ZL)          | – | MTSV Schwabing (BL)         | 13:19       |
| 4. Mai 1983   | Berliner SV 1892 (ZL)        | – | VfL Gummersbach (BL)        | 16:29       |

## Achtelfinale
| Datum        | Heimmannschaft              |   | Gastmannschaft             | Ergebnis    |
| ------------ | --------------------------- | - | -------------------------- | ----------- |
| 12. Mai 1983 | TV 05/07 Hüttenberg (BL)    | – | TUSEM Essen (BL)           | 18:23       |
| 12. Mai 1983 | Reinickendorfer Füchse (BL) | – | TuS Hofweier (BL)          | 24:20       |
| 12. Mai 1983 | VfL Gummersbach (BL)        | – | TG 1848 Donzdorf (OL)      | 27:21       |
| 12. Mai 1983 | Frisch Auf Göppingen (BL)   | – | VfL Günzburg (BL)          | 27:22       |
| 12. Mai 1983 | MTSV Schwabing (BL)         | – | VfL Hameln (RL)            | 25:17       |
| 12. Mai 1983 | TSV Jahn Gensungen (ZL)     | – | TuS Schutterwald (ZL)      | 33:34 n. V. |
| 12. Mai 1983 | TV Emsdetten (RL)           | – | TSV Birkenau (ZL)          | 23:14       |
| 12. Mai 1983 | TV Grambke Bremen (RL)      | – | HSG Wülfrath/Ratingen (ZL) | 23:27       |

## Viertelfinale
| Datum        | Heimmannschaft              |   | Gastmannschaft            | Ergebnis    |
| ------------ | --------------------------- | - | ------------------------- | ----------- |
| 24. Mai 1983 | Reinickendorfer Füchse (BL) | – | VfL Gummersbach (BL)      | 19:21 n. V. |
| 21. Mai 1983 | MTSV Schwabing (BL)         | – | Frisch Auf Göppingen (BL) | 30:27       |
| 21. Mai 1983 | TuS Schutterwald (ZL)       | – | TV Emsdetten (RL)         | 18:22       |
| 21. Mai 1983 | HSG Wülfrath/Ratingen (ZL)  | – | TUSEM Essen (BL)          | 18:19       |

## Halbfinale
| Datum        | Heimmannschaft       |   | Gastmannschaft      | Ergebnis |
| ------------ | -------------------- | - | ------------------- | -------- |
| 1. Juni 1983 | VfL Gummersbach (BL) | – | MTSV Schwabing (BL) | 26:22    |
| 1. Juni 1983 | TUSEM Essen (BL)     | – | TV Emsdetten (RL)   | 19:15    |

## Finale
| Datum         | Heimmannschaft       |   | Gastmannschaft       | Ergebnis |
| ------------- | -------------------- | - | -------------------- | -------- |
| 11. Juni 1983 | TUSEM Essen (BL)     | – | VfL Gummersbach (BL) | 15:14    |
| 18. Juni 1983 | VfL Gummersbach (BL) | – | TUSEM Essen (BL)     | 23:16    |